# Les Monstres de Cracovie
Les Monstres de Cracovie (Krakowskie potwory) est une série télévisée polonaise en huit épisodes d'environ 53 minutes, mise en ligne le 18 mars 2022 sur Netflix.
Il s'agit de l'adaptation de la mythologie slave,.

## Synopsis
Aleksandra « Alex » Walas ne cesse de revoir durant la nuit des flashs de son passé assez flou. À l'université, lors du premier examen, elle rencontre le mystérieux professeur Jan Zawadzki qui lui propose de rejoindre une équipe d'étudiants en médecine qu'il dirige en tant que spécialiste des mystères surnaturels sur la mythologie slave. D'abord peu motivée, elle délaisse le groupe avant d'y retourner à la suite de sa rencontre effrayante avec un démon qui la poursuit.

## Distribution
- Barbara Liberek : Aleksandra « Alex » Walas
  - Amelia Zuchowska : Aleksandra « Alex » Walas, jeune
- Andrzej Chyra : le professeur Jan Zawadzki
- Małgosia Bela : Aitwar
- Stanisław Linowski : Lucjan « Lucky » Szczesny
- Mateusz Górski : Antoni
- Anna Paliga : Iliana
- Magdalena Kolesnik : Mary
- Kaja Chan : Hania
- Maja Chan : Basia
- Wojciech Brzezinski (pl) : Robert
- Daniel Namiotko : Gigi
- Stanislaw Cywka : Birdy
- Eryk Pratsko : le garçon
- Małgorzata Gorol (pl) : Jagna Walas
- Julia Wyszyńska (pl) : Ewa Zawadzka

 Source et légende : version française (VF) sur RS Doublage

## Production

### Tournage
Le tournage a lieu à Cracovie, en Petite-Pologne.

### Fiche technique
Sauf indication contraire, les informations mentionnées dans cette section peuvent être confirmées par la base de données cinématographiques IMDb,  présente dans la section « Liens externes ».
- Titre original : Krakowskie potwory
- Titre français : Les Monstres de Cracovie
- Création : n/a
- Réalisation : Kasia Adamik et Olga Chajdas
- Scénario : Gaja Grzegorzewska, Magdalena Lankosz, Joanna Pawluskiewicz et Anna Sienska
- Musique : Mary Komasa et Antoni Lazarkiewicz
- Casting : Paulina Krajnik
- Décors : Anna Anosowicz et Lukasz Trzcinski
- Costumes : Katarzyna Lewinska
- Photographie : Ziv Berkovich, Tomasz Naumiuk, Janusz Sus et Mateusz Wichlacz
- Montage : Michal Czarnecki, Aleksandra Gowin et Maciej Pawlinski
- Production : Kasia Adamik et Maciej Kubicki
- Sociétés de production : Telemark ; Netflix (coproduction) et Polski Instytut Sztuki Filmowej (co-finance)
- Société de distribution : Netflix
- Pays de production :  Pologne
- Langue originale : polonais
- Format : couleur
- Genre : thriller surnaturel ; aventure, drame, énigme, fantastique
- Durée : 49-55 minutes
- Date de première diffusion : 18 mars 2022 sur Netflix (monde)

## Épisodes
Ces huit épisodes sans titre sont mis en ligne à partir du 18 mars 2022 sur Netflix.